# 大數假說

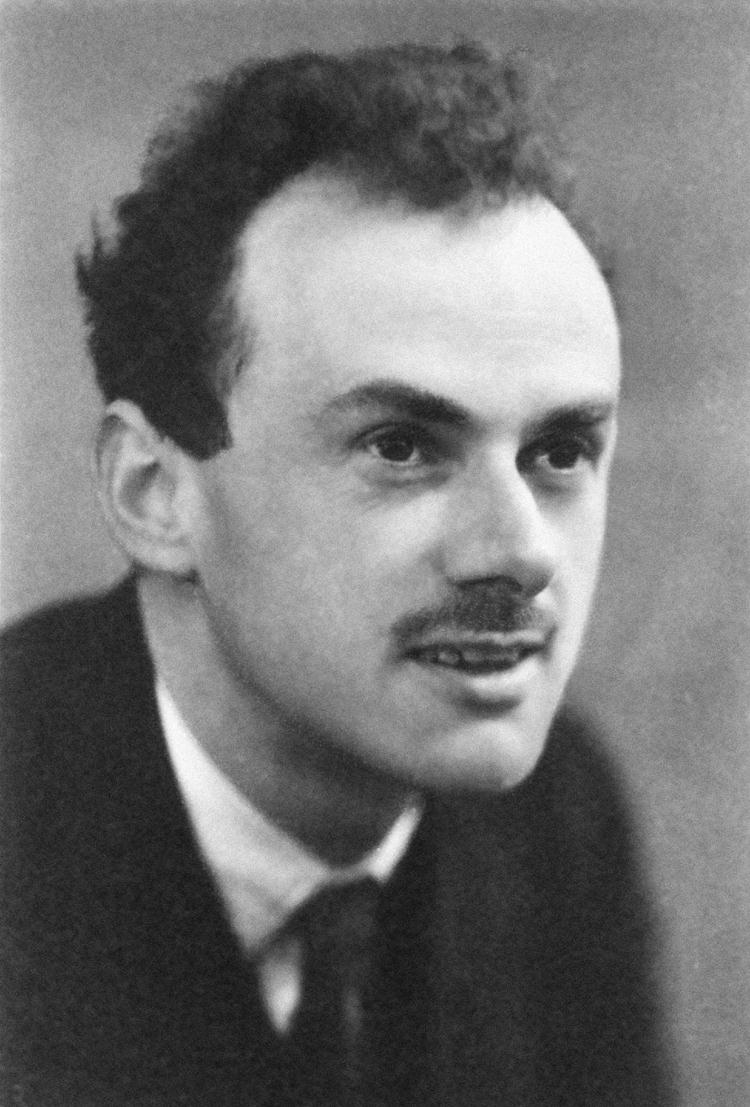
保羅·狄拉克

狄拉克大數假說（英語：Dirac large numbers hypothesis，縮寫：LNH）是由英國物理學家保羅·狄拉克在1937年提出的一個假設。他比較了兩個不帶因次的量值：基本作用力（在此為重力與電磁力）的比例與宇宙年齡的尺度，發現兩者皆落在約40個數量級。狄拉克猜測這可能並非巧合，兩者或許存在某種關聯性。基於這個假設，他設計了一個宇宙學的模型。
這個模型具有以下的特質：
- 重力常數反比於宇宙的年齡：{\displaystyle G\propto 1/t\,}
- 宇宙帶有的質量正比於宇宙年齡的平方：{\displaystyle M\propto t^{2}}

然而這兩個性質並不為目前主流的宇宙學理論所接受。

## 發展背景
狄拉克並非唯一一位注意到這種量值巧合的人。 對這類巧合的關注始於1919年，赫爾曼·外爾推測宇宙的半徑會等同於一個帶有電子引力自能量（self-energy）的粒子半徑：
{\displaystyle {\frac {r_{H}}{r_{e}}}\approx 10^{42}\approx {\frac {R_{U}}{r_{e}}}}，
{\displaystyle r_{e}={\frac {e^{2}}{4\pi \epsilon _{0}m_{e}c^{2}}}}，
{\displaystyle r_{H}={\frac {e^{2}}{4\pi \epsilon _{0}m_{H}c^{2}}}}，
{\displaystyle m_{H}c^{2}={\frac {Gm_{e}^{2}}{r_{e}}}}
其中 {\displaystyle r_{e}} 代表古典電子半徑，{\displaystyle m_{e}} 為電子質量，{\displaystyle m_{H}} 為假想粒子的質量，{\displaystyle r_{H}} 則為其半徑， {\displaystyle R_{U}} 是可觀測宇宙的半徑。
這個理論被亞瑟·愛丁頓（1931年）繼續推廣，連結了宇宙中估計帶電粒子的數量 {\displaystyle N} ：
{\displaystyle {\frac {e^{2}}{4\pi \epsilon _{0}Gm_{e}^{2}}}\approx {\sqrt {N}}\approx 10^{42}}.
除了外爾和愛丁頓之外，喬治·勒梅特1933年在劍橋提出的觀點也影響了狄拉克。而隨時間改變的重力常數 {\displaystyle G} 這個概念最早來自於愛德華·亞瑟·米爾恩的構想，比狄拉克的大數假說還要早上幾年。這個構想並非起於這類的大數巧合，而是源自於要打造一個不同於愛因斯坦的廣義相對論。對米爾恩而言，空間單純只是參考系統而並非一個結構。依照他的觀點，愛因斯坦的結論可以改寫為以下的式子：
{\displaystyle G=\left({\frac {c^{3}}{M_{U}}}\right)t}
當中 {\displaystyle M_{U}} 是整個宇宙的質量，{\displaystyle t} 是以秒計算的宇宙年齡。根據這個關係，{\displaystyle G} 會隨時間增大。

## 狄拉克對大數巧合的詮釋
外爾與愛丁頓的比值可以用不同的方式作表示，例如：
{\displaystyle {\frac {ct}{r_{e}}}\approx 10^{40}}，
當中 t 為宇宙年齡，{\displaystyle c} 為光速，re 為古典電子半徑。如果用原子單位把 {\displaystyle c} 和 re 定為1，則宇宙的年齡約為1040 個原子時間單位。這跟一個電子與質子間電磁力和重力的比值落在相同的數量級：
{\displaystyle {\frac {4\pi \epsilon _{0}Gm_{p}m_{e}}{e^{2}}}\approx 10^{-40}}
將電子電荷 {\displaystyle e}、電子質量、電子/質子質量 {\displaystyle m_{p}}/{\displaystyle m_{e}}、介電常數因子 {\displaystyle 4\pi \epsilon _{0}} 以原子單位（等於1）表示，則重力常數約為10−40。狄拉克解釋說這代表重力常數 {\displaystyle G} 和時間成反比：{\displaystyle G\approx 1/t\,}。根據廣義相對論， {\displaystyle G} 必須為定值，否則能量不守恒。為解決這個問題，狄拉克將愛因斯坦方程式引入了一個規範方程式 β ，用來在原子單位下描述時空結構。另外，狄拉克作了大數假說中另外一個重要的假設：宇宙中不斷地產生新的物質。
新的物質由以下其中一種方法產生：
- 附加生成：新的物質從空間中均勻產生。
- 倍數生成：新的物質伴隨原有的物質產生。

## 外部連結
- 紀錄影片：狄拉克談論大數假說
- 狄拉克演講完整講稿
- Cheng-Gang Shao, Jianyong Shen, Bin Wang: Dirac Cosmology and the Acceleration of the Contemporary Universe（页面存档备份，存于）
- Saibal Ray, Utpal Mukhopadhyay, Partha Pratim Ghosh: Large Number Hypothesis: A Review（页面存档备份，存于）
- gr-qc/0111034 Guillermo A. Mena Marugan, Saulo Carneiro: Holography and the large number hypothesis（页面存档备份，存于）
- Robert Matthews: Dirac's coincidences sixty years on
- The Mysterious Eddington-Dirac Number（页面存档备份，存于）
- A. Unzicker: A Look at the Abandoned Contributions to Cosmology of Dirac, Sciama and Dicke (arxiv:0708.3518)（页面存档备份，存于）